# Fenerbahçe Spor Kulübü 2016-2017 (pallavolo femminile)
Questa voce raccoglie le informazioni riguardanti il Fenerbahçe Spor Kulübü nelle competizioni ufficiali della stagione 2016-2017.

## Organigramma societario
Area direttiva
- Presidente: Aziz Yıldırım

Area tecnica
- Allenatore: Marcello Abbondanza
- Allenatore in seconda: Faruk Feray, Salih Tavacı

## Rosa
| N° | Nome               | Ruolo | Data di nascita   | Nazionalità sportiva |
| -- | ------------------ | ----- | ----------------- | -------------------- |
| 1  | Melis Yılmaz       | L     | 28 giugno 1997    | Turchia              |
| 2  | Merve Dalbeler     | L     | 27 giugno 1987    | Turchia              |
| 5  | Ergül Avcı         | C     | 24 luglio 1987    | Turchia              |
| 6  | Polen Uslupehlivan | O     | 27 agosto 1990    | Turchia              |
| 8  | Dicle Babat        | C     | 15 settembre 1992 | Turchia              |
| 9  | Meliha İsmailoğlu  | S     | 17 settembre 1993 | Turchia              |
| 10 | Kim Yeon-koung     | S     | 26 febbraio 1988  | Corea del Sud        |
| 11 | Ezgi Dilik         | P     | 12 giugno 1995    | Turchia              |
| 12 | Natália Pereira    | S     | 4 aprile 1999     | Brasile              |
| 13 | Nootsara Tomkom    | P     | 7 luglio 1985     | Thailandia           |
| 14 | Eda Erdem          | C     | 22 febbraio 1987  | Turchia              |
| 15 | Şeyma Ercan        | S     | 5 luglio 1994     | Turchia              |
| 16 | Maret Grothues     | S     | 16 settembre 1988 | Paesi Bassi          |
| 20 | Bahar Toksoy       | C     | 6 febbraio 1988   | Turchia              |

## Statistiche

### Statistiche di squadra
| Competizione     | Punti | In casa | In casa | In casa | In trasferta | In trasferta | In trasferta | Totale | Totale | Totale |
| Competizione     | Punti | G       | V       | P       | G            | V            | P            | G      | V      | P      |
| ---------------- | ----- | ------- | ------- | ------- | ------------ | ------------ | ------------ | ------ | ------ | ------ |
| Sultanlar Ligi   | 56,36 | 15      | 12      | 3       | 14           | 13           | 1            | 29     | 25     | 4      |
| Coppa di Turchia | -     | 0       | 0       | 0       | 0            | 0            | 0            | 3      | 3      | 0      |
| Champions League | 18    | 4       | 3       | 1       | 4            | 4            | 0            | 8      | 7      | 1      |
| Totale           | -     | 19      | 15      | 4       | 18           | 17           | 1            | 40     | 35     | 5      |

G = partite giocate; V = partite vinte; P = partite perse

### Statistiche dei giocatori
| Giocatore       | Sultanlar Ligi | Sultanlar Ligi | Sultanlar Ligi | Sultanlar Ligi | Sultanlar Ligi | Coppa di Turchia | Coppa di Turchia | Coppa di Turchia | Coppa di Turchia | Coppa di Turchia | Champions League | Champions League | Champions League | Champions League | Champions League | Totale | Totale | Totale | Totale | Totale |
| Giocatore       | P              | PT             | AV             | MV             | BV             | P                | PT               | AV               | MV               | BV               | P                | PT               | AV               | MV               | BV               | P      | PT     | AV     | MV     | BV     |
| --------------- | -------------- | -------------- | -------------- | -------------- | -------------- | ---------------- | ---------------- | ---------------- | ---------------- | ---------------- | ---------------- | ---------------- | ---------------- | ---------------- | ---------------- | ------ | ------ | ------ | ------ | ------ |
| E. Avcı         | 21             | 59             | 35             | 11             | 13             | -                | -                | -                | -                | -                | 5                | 13               | 8                | 4                | 1                | 26     | 72     | 43     | 15     | 14     |
| D. Babat        | 22             | 136            | 73             | 52             | 11             | 3                | 21               | 12               | 8                | 1                | 5                | 32               | 17               | 11               | 4                | 30     | 189    | 102    | 71     | 16     |
| M. Dalbeler     | 25             | 0              | 0              | 0              | 0              | 2                | 0                | 0                | 0                | 0                | 6                | 0                | 0                | 0                | 0                | 33     | 0      | 0      | 0      | 0      |
| E. Dilik        | 29             | 29             | 16             | 6              | 7              | 3                | 3                | 1                | 0                | 2                | 8                | 8                | 4                | 3                | 1                | 40     | 40     | 21     | 9      | 10     |
| Ş. Ercan        | 23             | 31             | 27             | 1              | 3              | 3                | 3                | 2                | 0                | 1                | 7                | 18               | 13               | 3                | 2                | 33     | 52     | 42     | 4      | 6      |
| E. Erdem        | 27             | 306            | 196            | 80             | 30             | 3                | 32               | 24               | 6                | 2                | 7                | 65               | 47               | 11               | 7                | 37     | 403    | 267    | 97     | 39     |
| M. Grothues     | 19             | 62             | 48             | 2              | 12             | 2                | 8                | 7                | 1                | 0                | 8                | 48               | 40               | 4                | 4                | 29     | 118    | 95     | 7      | 16     |
| M. İsmailoğlu   | 16             | 76             | 61             | 4              | 11             | -                | -                | -                | -                | -                | 3                | 21               | 18               | 1                | 2                | 19     | 97     | 79     | 5      | 13     |
| Kim Y.k.        | 23             | 367            | 308            | 28             | 31             | 3                | 46               | 37               | 2                | 7                | 6                | 103              | 83               | 8                | 12               | 32     | 516    | 428    | 38     | 50     |
| N. Pereira      | 28             | 429            | 357            | 39             | 33             | 3                | 34               | 26               | 4                | 4                | 6                | 110              | 98               | 9                | 3                | 37     | 561    | 481    | 52     | 40     |
| B. Toksoy       | 9              | 36             | 16             | 12             | 8              | -                | -                | -                | -                | -                | 4                | 21               | 15               | 4                | 2                | 13     | 57     | 31     | 16     | 10     |
| N. Tomkom       | 29             | 34             | 18             | 9              | 7              | 3                | 2                | 0                | 0                | 2                | 8                | 9                | 1                | 5                | 3                | 40     | 45     | 19     | 14     | 12     |
| P. Uslupehlivan | 29             | 283            | 241            | 19             | 23             | 3                | 31               | 21               | 7                | 3                | 8                | 61               | 52               | 4                | 5                | 40     | 375    | 314    | 30     | 31     |
| M. Yılmaz       | 27             | 0              | 0              | 0              | 0              | 3                | 0                | 0                | 0                | 0                | 8                | 0                | 0                | 0                | 0                | 38     | 0      | 0      | 0      | 0      |

P = presenze; PT = punti totali; AV = attacchi vincenti; MV = muri vincenti; BV = battute vincenti